# Stade de Reims
L'Stade de Reims és un club de futbol francès de la ciutat de Reims. Fundat el 1931, juga a la Ligue 1, el màxim nivell del futbol a França. El Reims juga els partits a casa a l'estadi Auguste Delaune.

## Història
El club va ser fundat el 1911 com a Société Sportive du Parc de Pommery, canviant a Stade de Reims el 1931. El 1938 se li uní l'Sporting Club de Reims. L'actual nom l'adoptà el 1992. Durant els anys 50 i 60 va ser un dels principals clubs de França, període en què arribà dos cops a la final de la Copa d'Europa de futbol. Durant aquests anys destacaren jugadors com Raymond Kopa i Just Fontaine.

## Palmarès
- 1 Copa Llatina: 1953
- 1 Copa dels Alps de futbol: 1977
- 6 Lliga francesa de futbol: 1949, 1953, 1955, 1958, 1960, 1962
- 2 Copa francesa de futbol: 1950, 1958
- 1 Copa de la Lliga francesa de futbol: 1991
- 4 Supercopa francesa de futbol: 1955, 1958, 1960, 1966
- 1 Copa Charles Drago: 1954
- 1 Lliga francesa de segona divisió: 1966
- 1 Lliga francesa de tercera divisió: 2004
- 1 Campionat de França Amateur: 1935
- 1 Campionat del Nord-est: 1935
- 1 Campionat de Champanya: 1994

## Plantilla 2024-25
A 3 febrer 2025 
| N. | Pos. | Nac. | Jugador                                             |
| -- | ---- | --- | --------------------------------------------------- |
| 2  | DEF  | [[Fitxer:Flag of Kenya.svg\|23x15px\|border \|alt=Kenya\|link=Selecció de futbol de Kenya\|{{#if:\|]]                                       | Joseph Okumu                                        |
| 3  | DEF  | [[Fitxer:Flag of Japan.svg\|23x15px\|border \|alt=Japó\|link=Selecció de futbol del Japó\|{{#if:\|]]                                        | Hiroki Sekine                                       |
| 6  | MIG  | [[Fitxer:Flag of France (1794–1815, 1830–1974).svg\|23x15px\|border \|alt=França\|link=Selecció de futbol de França\|{{#if:\|]]             | Valentin Atangana                                   |
| 7  | DAV  | [[Fitxer:Flag of Japan.svg\|23x15px\|border \|alt=Japó\|link=Selecció de futbol del Japó\|{{#if:\|]]                                        | Junya Itō                                           |
| 8  | MIG  | [[Fitxer:Flag of Côte d'Ivoire.svg\|23x15px\|border \|alt=Costa d'Ivori\|link=Selecció de futbol de la Costa d'Ivori\|{{#if:\|]]            | Yaya Fofana                                         |
| 9  | DAV  | [[Fitxer:Flag of Denmark.svg\|23x15px\|border \|alt=Dinamarca\|link=Selecció de futbol de Dinamarca\|{{#if:\|]]                             | Mohamed Daramy                                      |
| 10 | MIG  | [[Fitxer:Flag of Malta.svg\|23x15px\|border \|alt=República de Malta\|link=Selecció de futbol de Malta\|{{#if:\|]]                          | Teddy Teuma                                         |
| 12 | DAV  | [[Fitxer:Flag of the United States.svg\|23x15px\|border \|alt=Estats Units d'Amèrica\|link=Selecció de futbol dels Estats Units\|{{#if:\|]] | Jordan Pefok                                        |
| 14 | MIG  | [[Fitxer:Flag of Germany.svg\|23x15px\|border \|alt=Alemanya\|link=Selecció de futbol d'Alemanya\|{{#if:\|]]                                | Reda Khadra                                         |
| 16 | POR  | [[Fitxer:Flag of France (1794–1815, 1830–1974).svg\|23x15px\|border \|alt=França\|link=Selecció de futbol de França\|{{#if:\|]]             | Ludovic Butelle                                     |
| 17 | DAV  | [[Fitxer:Flag of Japan.svg\|23x15px\|border \|alt=Japó\|link=Selecció de futbol del Japó\|{{#if:\|]]                                        | Keito Nakamura                                      |
| 18 | DEF  | [[Fitxer:Flag of Spain.svg\|23x15px\|border \|alt=Espanya\|link=Selecció de futbol d'Espanya\|{{#if:\|]]                                    | Sergio Akieme                                       |
| 19 | MIG  | [[Fitxer:Flag of Brazil.svg\|23x15px\|border \|alt=Brasil\|link=Selecció de futbol del Brasil\|{{#if:\|]]                                   | Gabriel Moscardo (cedit pel Paris Saint-Germain FC) |

| N. | Pos. | Nac. | Jugador                                        |
| -- | ---- | --- | ---------------------------------------------- |
| 20 | POR  | [[Fitxer:Flag of France (1794–1815, 1830–1974).svg\|23x15px\|border \|alt=França\|link=Selecció de futbol de França\|{{#if:\|]]  | Alexandre Olliero                              |
| 21 | DEF  | [[Fitxer:Flag of Côte d'Ivoire.svg\|23x15px\|border \|alt=Costa d'Ivori\|link=Selecció de futbol de la Costa d'Ivori\|{{#if:\|]] | Cédric Kipré                                   |
| 22 | DAV  | [[Fitxer:Flag of Côte d'Ivoire.svg\|23x15px\|border \|alt=Costa d'Ivori\|link=Selecció de futbol de la Costa d'Ivori\|{{#if:\|]] | Oumar Diakité                                  |
| 23 | DEF  | [[Fitxer:Flag of Portugal.svg\|23x15px\|border \|alt=Portugal\|link=Selecció de futbol de Portugal\|{{#if:\|]]                   | Aurélio Buta (cedit per l'Eintracht Frankfurt) |
| 24 | MIG  | [[Fitxer:Flag of Côte d'Ivoire.svg\|23x15px\|border \|alt=Costa d'Ivori\|link=Selecció de futbol de la Costa d'Ivori\|{{#if:\|]] | Mory Gbane                                     |
| 30 | MIG  | [[Fitxer:Flag of Ireland.svg\|23x15px\|border \|alt=Irlanda\|link=Selecció de futbol de la República d'Irlanda\|{{#if:\|]]       | John Patrick                                   |
| 31 | DEF  | [[Fitxer:Flag of Sweden.svg\|23x15px\|border \|alt=Suècia\|link=Selecció de futbol de Suècia\|{{#if:\|]]                         | Malcolm Jeng                                   |
| 55 | DEF  | [[Fitxer:Flag of France (1794–1815, 1830–1974).svg\|23x15px\|border \|alt=França\|link=Selecció de futbol de França\|{{#if:\|]]  | Nhoa Sangui                                    |
| 67 | DAV  | [[Fitxer:Flag of France (1794–1815, 1830–1974).svg\|23x15px\|border \|alt=França\|link=Selecció de futbol de França\|{{#if:\|]]  | Mamadou Diakhon                                |
| 72 | MIG  | [[Fitxer:Flag of Côte d'Ivoire.svg\|23x15px\|border \|alt=Costa d'Ivori\|link=Selecció de futbol de la Costa d'Ivori\|{{#if:\|]] | Amadou Koné                                    |
| 92 | DEF  | [[Fitxer:Flag of France (1794–1815, 1830–1974).svg\|23x15px\|border \|alt=França\|link=Selecció de futbol de França\|{{#if:\|]]  | Abdoul Koné                                    |
| 94 | POR  | [[Fitxer:Flag of Senegal.svg\|23x15px\|border \|alt=Senegal\|link=Selecció de futbol del Senegal\|{{#if:\|]]                     | Yehvann Diouf                                  |

## Jugadors destacats
| - Hassan Akesbi - Albert Batteux - Carlos Bianchi - Dominique Colonna - Pierre Flamion - Just Fontaine |  | - Raoul Giraudo - Michel Hidalgo - Robert Jonquet - Raymond Kaelbel - Raymond Kopa |  | - Michel Leblond - Roger Marche - Lucien Muller - Delio Onnis - Armand Penverne |  | - Roger Piantoni - Bruno Rodzik - Pierre Sinibaldi - Jean Vincent - Jean Wendling |